# Images and Words
Az Images and Words a Dream Theater amerikai progresszív metal együttes  1992-ben megjelent második stúdióalbuma. Ezen a lemezen hallható először az együttes énekeseként James LaBrie.
Az album "Pull Me Under" című számához készült videóklip révén lett ismert a Dream Theater. A rádiók játszási adatai alapján a dal Amerikában bekerült a Top 10-be a Billboard mainstream rock listáján, és a Music Television is folyamatosan szerepeltette a klipet műsorán. A "Pull Me Under" a mai napig a Dream Theater legnagyobb slágere. További klipek készültek az "Another Day" és "Take the Time" dalokhoz. Mindkét szám bekerült a Top 30-ba.
A "Pull Me Under" mellett a másik állandó koncertfavorit a "Metroplis Pt. 1: The Miracle and the Sleeper". A dal címébe csak poénból került bele a Pt. 1 (magyarul 1. rész) jelzés, nem tervezték a folytatását. Később a rajongók folyamatos unszolására készítették el a második részt, az 1999-es Metropolis Pt. 2: Scenes from a Memory album képében.
A lemez az Egyesült Államokban a Billboard 200-as listáján a 61. helyig jutott, míg a friss előadók albumait rangsoroló Billboard Top Heatseekers listán a 2. helyezést érte el. Az Images and Words 1995 februárjában aranylemez státuszt ért el az USA-ban, és az évek során nem csak az együttes diszkográfiájának, hanem a progresszív metal stílus egyik klasszikus darabja is lett.
2007. június 3-án az olaszországi Gods of Metal fesztiválon adott koncertjükön megjelenésének 15. évfordulója alkalmából az albumot teljes egészében eljátszották.
A lemezt 2017-ben a Rolling Stone magazin a Minden idők 100 legjobb metalalbuma listáján a 95. helyre rangsorolta.

## Az album dalai
1. "Pull Me Under" – 8:15
2. "Another Day" – 4:24
3. "Take the Time" – 8:21
4. "Surrounded" – 5:30
5. "Metropolis Pt. 1: The Miracle and the Sleeper" – 9:32
6. "Under a Glass Moon" – 7:04
7. "Wait for Sleep" – 2:32
8. "Learning to Live" – 11:31

## Közreműködők
- James LaBrie – ének
- John Petrucci – gitár
- John Myung – basszusgitár
- Mike Portnoy – dobok
- Kevin Moore – billentyűs hangszerek
- Jay Beckenstein - szopránszaxofon az "Another Day" dalban

## Demófelvételek
Az Images and Words dalainak korábbi demófelvételeit 2005-ben a Dream Theater Official Bootleg sorozatában jelentették meg Images and Words Demos 1989 - 1991 címmel. A dupla album különlegessége, hogy egyes dalok instrumentális változatai mellett olyan énekesekkel készült felvételek is hallhatóak rajta, akik 1990-ben – az első Dream Theater albumon éneklő Charlie Dominici távozása után, és James LaBrie érkezése előtt – voltak az együttes tagjai.

## Külső hivatkozások
- Dream Theater hivatalos oldal
- Encyclopaedia Metallum – Dream Theater: Images and Words
- Images and Words dalszövegek
- Dream Theater a Billboard listáján